# Рифат Фрењо
Рифат Фрењо (Мостар, 4. јануар 1923 — Рудине, код Никшића, 8. јун 1943) био је учесник Народноослободилачке борбе и народни херој Југославије.

## Биографија
Рођен је 4. јануара 1923. у Мостару. Потицао је из многочлане породици трговинског радника Хусеина Фрења. Пре Другог светског рата је био радник.
Након окупације Југославије, 1941. укључио се у припреме оружаног устанка, којима је у Мостару руководила месна организација Комунистичке партије Југославије. Јула 1941, учествовао је у акцији групе мостарских омладинаца, који су кроз прозор ушли у касарну Северног логора у Мостару, попели се на други спрат и из соба у којима су спавали италијански војници покупила оружје и униформе, и после два сата, с богатим плијеном, напустила касарну.
Почетком 1942, ступио је у Мостарски партизански батаљон, али је убрзо враћен у Мостар, да доведе нову групу омладинаца. У граду је сазнао да партијска организација треба да изведе неке акције, па се понудио да у њима учествује. Тада је са једним другом, ушао у зграду Северног логора, где се налазио усташко- домобрански магацин и из магацина изнео војничку опрему, коју су потом однели до пећине на Неретви, а одатле пренели до Цазина.
У нападу на Острожац, јула 1942. истакао као бомбаш, када је са неколико бораца прешао Неретву, и извршио напад на непријатељске бункере и касарну. Током јула примљен је у чланство Комунистичке партије Југославије. Овом акцијом омогућено је да Острожац буде брже и лакше заузет. Августа 1942, Мостарски батаљон, који се налазио у саставу Десете херцеговачке ударне бригаде, напао је усташки гарнизон у Посушју. У овом нападу, Рифат је био међу бомбашима који су уништили посаду и два непријатељска бункера. Поред тога, његови бомбаши успели су да заплене велике количине оружја, муниције и санитетског материјала.
У борбама на Јајце, у јесен 1942, са групом бомбаша уништио је три непријатељска бункера. Неколико дана касније, његова јединица напала је Турбе, код Травника, где се такође истакао храброшћу. Захваљујући њему и његовим бомбашима, упркос снажној непријатељској одбрани, заузето је Турбе и сломљено јако непријатељско утврђење. Крајем децембра 1942. Десета херцеговачка бригада напала је јако непријатељско упориште Жепче. Током ове акције, Рифат је са својим бомбашима напао оклопни воз, који се запалио и потом сурвао у провалију.
У току Четврте непријатељске офанзиве, као борац Десете херцеговачке бригаде, истакао се у борбама код Прозора, а нарочито у борбама вођеним 9. марта 1943. на линији Квак—Трешњевица када је потиснута немачка група „Апакег”. Потом је учествовао у борбама које је Мостарски батаљон водио око Невесиња, Гацка, Билеће, на Кобиљој Глави и другим местима.
Погинуо је у ноћи 9/10. јуна 1943. године код села Рудине, изнад Пиве, током Пете непријатељске офанзиве, када је његов батаљон нападнут снажном артиљеријском паљбом.
Указом председника ФНР Југославије Јосипа Броза Тита 24. јула 1953. проглашен је за народног хероја.
Године 1965. његови посмртни остаци су пренети и сахрањени на Партизанском гробљу у Мостару.